# Teamfight Tactics
Teamfight Tactics (česky Taktiky boje, zkráceně TFT) je strategická počítačová hra, která byla vydána v červnu 2019. Byla vytvořena společností Riot Games a vychází z prvků jejich hlavního titulu League of Legends. Teamfight Tactics jsou založeny na žánru auto battler a kombinují prvky strategie, PvP a PvE.

## Vývoj
Vývoj Teamfight Tactics začal po zpopularizování herního módu auto battler. To bylo zapříčiněno vydáním hry Dota Auto chess. Společnost Riot Games přenesla tento mód do světa League of Legends a zároveň přidala i nové herní mechaniky. TFT bylo vydáno 26. června 2019 na platformy Windows a macOS. Během prvních pár měsíců po vydání hra sklidila velký úspěch, což vedlo k jejímu uvedení i na platformy Android a iOS dne 19. března 2020. Od té doby se stala hra Teamfight Tactics velmi populární a má přibližně 33 milionů hráčů měsíčně.

## Hratelnost
Ve hře Teamfight Tactics se proti sobě utkává v soubojích osm hráčů. Každý hráč sestaví tým postav, které bojují samy o sobě, aniž by bylo možné je jakkoliv ovládat. V každém kole (kromě speciálních kol) hra utvoří dvojici hráčů, kteří spolu svedou bitvu. Poražený hráč ztrácí část životů. Jednou za čas se místo klasického kola koná kolo speciální. To je odlišné v tom, že hráč nebojuje proti jinému hráči, ale proti nepřátelům v podobě příšer, které jsou v každé hře Teamfight Tactics stejné. Tak jako v klasickém kole, i zde při prohře hráč ztrácí životy, ale při výhře dostane peníze a předměty. Tento systém se opakuje celou hru. Hráči, kteří ztratí všechny své životy, vypadávají a vítězem se stává poslední žijící hráč.
Do začátku hry dostane hráč malý obnos peněz, které hrají v TFT důležitou roli. Peníze slouží k nakupování postav v obchodě, anebo za ně jde koupit nabídka nová, pokud je ta aktuální nevyhovující. Mohou být také použity na nákup zvětšení týmu. To znamená, že hráč může umístit více postav na hrací plochu. Peníze hráči získávají automaticky po dokončení kola nebo ve speciálních kolech.
Postavy jsou nejvýznamnější součástí hry. Jejich síla, třída, vzácnost a rozmístění rozhoduje o tom, jak dobře si bude hráč vést v soubojích. Postavy mohou být umístěny kamkoliv na hrací plochu, která je tvořena z šestiúhelníků. V Teamfight Tactics je několik vzácných postav. Čím je postava vzácnější, tím je i silnější a také dražší. Postavy mohou být posíleny i takzvaným spojováním. Pokud hráč vlastní třikrát stejnou postavu, nastane spojení a z třech se stane jedna silnější. Další možností posílení jsou předměty, které je možné získat ze speciálních kol a poté mohou být umístěny na postavy a tím jím zvyšovat nějaké atributy (životy, poškození atd.).  Každá postava je také součástí minimálně dvou tříd. Tvoření týmu z postav se stejnou třídou přináší různé bonusy. Správné sestavování tříd je klíčové a je to jeden z nejobtížnějších principů, který musí hráči pochopit, aby se ve hře zdokonalili.

## Esport
Díky rychle rostoucí popularitě se společnost Riot Games rozhodla zorganizovat první celosvětový turnaj v Teamfight Tactics už v roce 2020. Od té doby pořádají turnaje pravidelně každý rok a neustále se snaží jejich kvalitu zlepšovat. V roce 2024 se bude konat turnaj v novém formátu a celková množina cen bude 3 miliony dolarů.
Mimo celosvětových se během roku pořádá i mnoho komunitních a regionálních turnajů.